# Џо Мортон
Џозеф Томас Мортон Млађи (енгл. Joseph Thomas Morton Jr.; Харлем, Њујорк, 18. октобар 1947) амерички је филмски, позоришни и телевизијски глумац.
Најпознатији по улогама у филмовима Терминатор 2: Судњи дан (1991), Заувек млад (1992), Брзина (1994), Астронаутова жена (1999), Али (2001), Исплата (2002), Амерички гангстер (2007), Бетмен против Супермена: Зора праведника (2016), Лига правде (2017), Годзила: Краљ чудовишта (2019), Лига правде Зака Снајдера (2021).